# Aleksandra Skraba
Aleksandra Skraba (ur. 29 kwietnia 1995 w Nowej Rudzie) – polska aktorka filmowa, teatralna i telewizyjna.

## Życiorys
W 2020 roku ukończyła studia na Wydziale Aktorskim PWSFTviT w Łodzi.
Od 2021 roku gra główną rolę Natalii Dumały w serialu Sexify platformy VOD Netflix.

## Filmografia
| Rok       | Tytuł                 | Rola                 | Uwagi          |
| --------- | --------------------- | -------------------- | -------------- |
| 2019      | Pułapka               | dziennikarka         | sezon 2 odc. 1 |
| 2021–2023 | Sexify                | Natalia Dumała       |                |
| 2022      | Szadź 3               | Natalia Barańska     |                |
| 2022      | Orzeł. Ostatni patrol | Tosia                |                |
| 2022      | Wielka woda           | pielęgniarka         |                |
| 2023      | 1670                  | chłopka Arleta       | odc. 3, 8      |
| 2024      | Idź przodem, bracie   | dziewczyna „Gemboja” | odc. 1, 3      |

## Polski dubbing
- 2020: Cyberpunk 2077 jako Misty Olszewski